# 杜巴
杜巴是捷克的城鎮，位於該國北部，距離捷克利帕16公里，由利貝雷茨州負責管轄，面積60.59平方公里，海拔高度266米，主要經濟活動是旅遊業，2006年人口1,757。

## 外部連結
- Municipal website （页面存档备份，存于）